# Ben Bernie

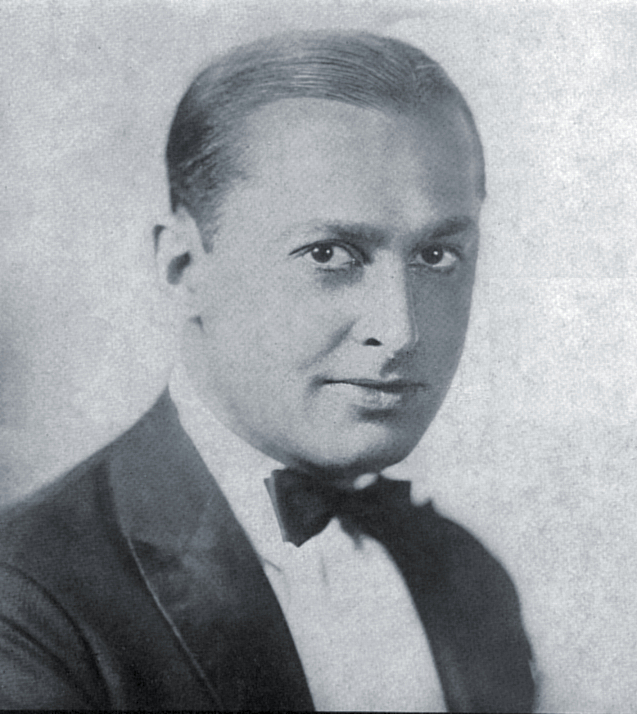
Ben Bernie, 1932

Ben Bernie (* 30. Mai 1891 in Bayonne (New Jersey) als Bernard Anzelevitz; † 23. Oktober 1943) war ein US-amerikanischer Violinist, Entertainer und Bigband-Leader im Bereich des Swing und der Populären Musik. Er gehört zu den Komponisten des Standards „Sweet Georgia Brown“.

## Leben
Ben Bernie begann im Alter von 15 Jahren mit Violin-Unterricht und spielte dann in einer Vaudeville-Gruppe mit Phil Baker als Baker and Bernie, die jedoch bis 1922 wenig Resonanz fand. Später gründete er seine eigene Formation, The Lads, die zu den Pionieren der Radioübertragungen gehörten und auch in einem frühen Tonfilm Ben Bernie and All the Lads zu sehen waren, der 1924/25 entstand und bei dem der Pianist Oscar Levant mitwirkte. Er tourte dann mit Maurice Chevalier und besuchte auch Europa.
Bernies Orchester spielte in den Ballsälen, Hotels, Nachtclubs und Theatern im ganzen Land während der 1920er und 1930er Jahre; in dieser Zeit entstanden auch Aufnahmen für Vocalion (1922–1925), Brunswick (1925–1933), Columbia (1933), Decca (1936), und ARC (Vocalion und OKeh) (1939–1940), außerdem erste Tonfilmaufnahmen (Ben Bernie and All the Lads).
Im Jahr 1925 waren Ben Bernie und sein Orchester die ersten, die den späteren Standard Sweet Georgia Brown einspielten. Bernie war (mit Kenneth Casey und Maceo Pinkard) einer der Komponisten des Titels, der dann ein Evergreen und in den 1950er Jahren die Erkennungsmelodie der Harlem Globetrotters wurde.
Bekannt wurde Bernie in den USA vor allem durch seine Radioshows der 1930er Jahre, meist unter dem Titel Ben Bernie, The Old Maestro. beginnend mit der Sendung auf WJZ (1923) und später bei Blue Network 1930/31, CBS 1931/32, dann bei NBC von 1932 bis 1935. Ben war dann mit seiner Show erneut bis 1937 bei Blue Network; von 1938 bis 1940 sendete CBS ein musikalisches Quiz von ihm. Wrigley's Gum sponserte dann sein The Ben Bernie War Workers' Program (1941–43); außerdem trat er als Gaststar in anderen Radioshows auf.
Bens Erkennungsmelodie war „It's a Lonesome Old Town“ und seine typische Floskel war yowsah, yowsah, yowsah, die zu einem bekannten Spruch in den USA wurde und 1969 in dem Film Nur Pferden gibt man den Gnadenschuß wieder aufgegriffen wurde.
Zu seinen Bandvokalisten zählte auch Dinah Shore. Einige später bekannte Jazzmusiker spielten in ihren Anfangsjahren in Bernies Band, so Bob Chester, Lou McGarity und Danny Polo.
Um den Erfolg zu vergrößern, lieferten sich Bernie und sein Freund Walter Winchell gestellte Rivalitäten, vergleichbar dem komödiantischen Konflikt zwischen Jack Benny und Fred Allen. Diese „Fehde“ wurde zu einem Running Gag ihrer Radioauftritte und setzte sich in ihren zwei Filmen fort, in denen sich die Musiker selbst spielten, Wake Up and Live (1937) und Love and Hisses (1937). Die Musiker wurden auch in den Warner-Brothers-Zeichentrickfilmen The Woods are Full of Cuckoos (als „Ben Birdie“ und „Walter Finchell“) und The Coo-Coo Nut Grove (als „Ben Birdie“ und „Walter Windpipe“) karikiert.
Einen weiteren Auftritt hatte Bernie mit seiner Band, zu der auch der Pianist Oscar Levant gehörte, in dem Kurzfilm Ben Bernie and All the Lads, den Lee De Forest drehte. Sie spielten unter anderem ein Medley von Standards wie „Tea for Two“, „Oh, Lady Be Good!“, „Sweet Georgia Brown“ und „Indian Love Call“.

## Populäre Songs von Ben Bernie
| - Ain’t She Sweet - Sweet Georgia Brown - Who's Afraid of the Big Bad Wolf? - Who's Your Little Whozis - I Can't Believe It's True - Holding My Honey's Hand - You Gotta Be a Football Hero - A Bowl of Chop Suey and Yooey - After the Dance Was Over - Was Last Night the Last Night? - Ain't That Marvelous (My Baby Loves Me) | - Swanee Shore - Au Revoir, Pleasant Dreams - Hello Swanee Hello BRUNSWICK 3414 (1926) - Muddy Water BRUNSWICK 3414 (1926) - It All Depends on You - Let's Misbehave - Crazy Rhythm - Miss Anabelle Lee - Rosy Cheeks |